# Ranunculus flabellaris
Ranunculus flabellaris là một loài thực vật có hoa trong họ Mao lương. Loài này được Raf. miêu tả khoa học đầu tiên năm 1818.

## Hình ảnh

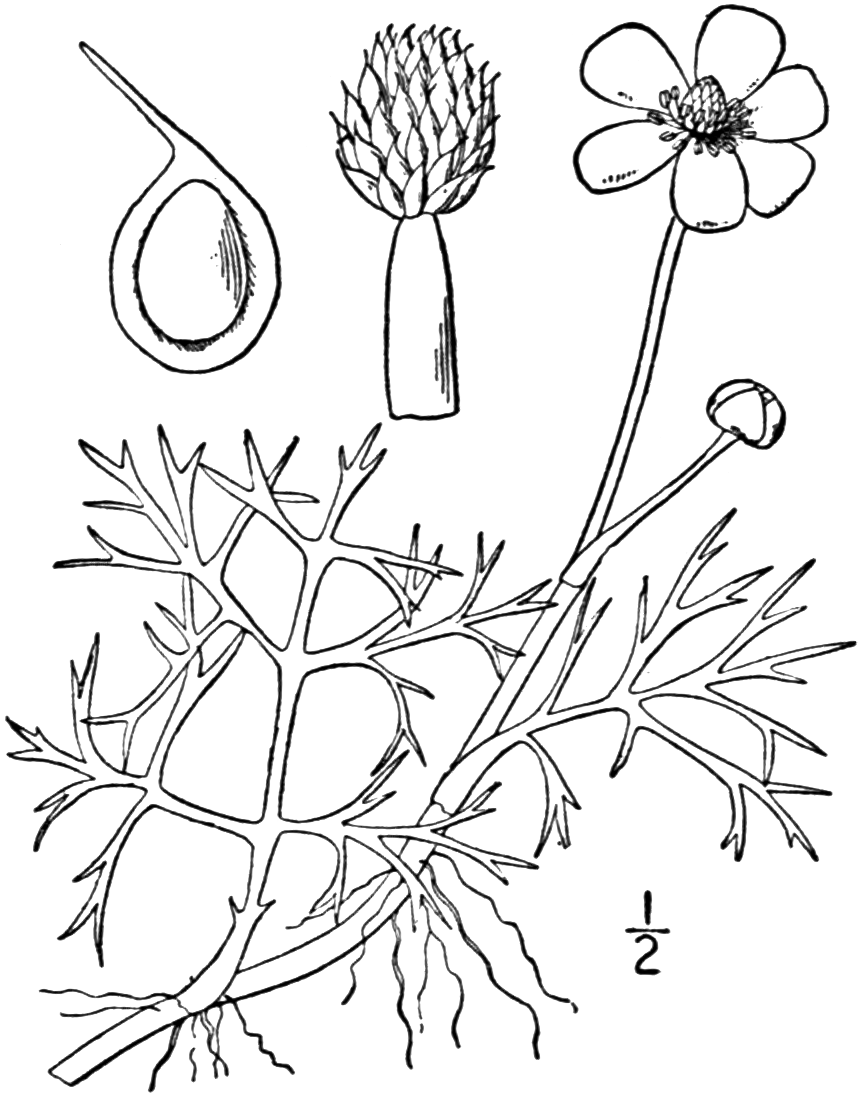
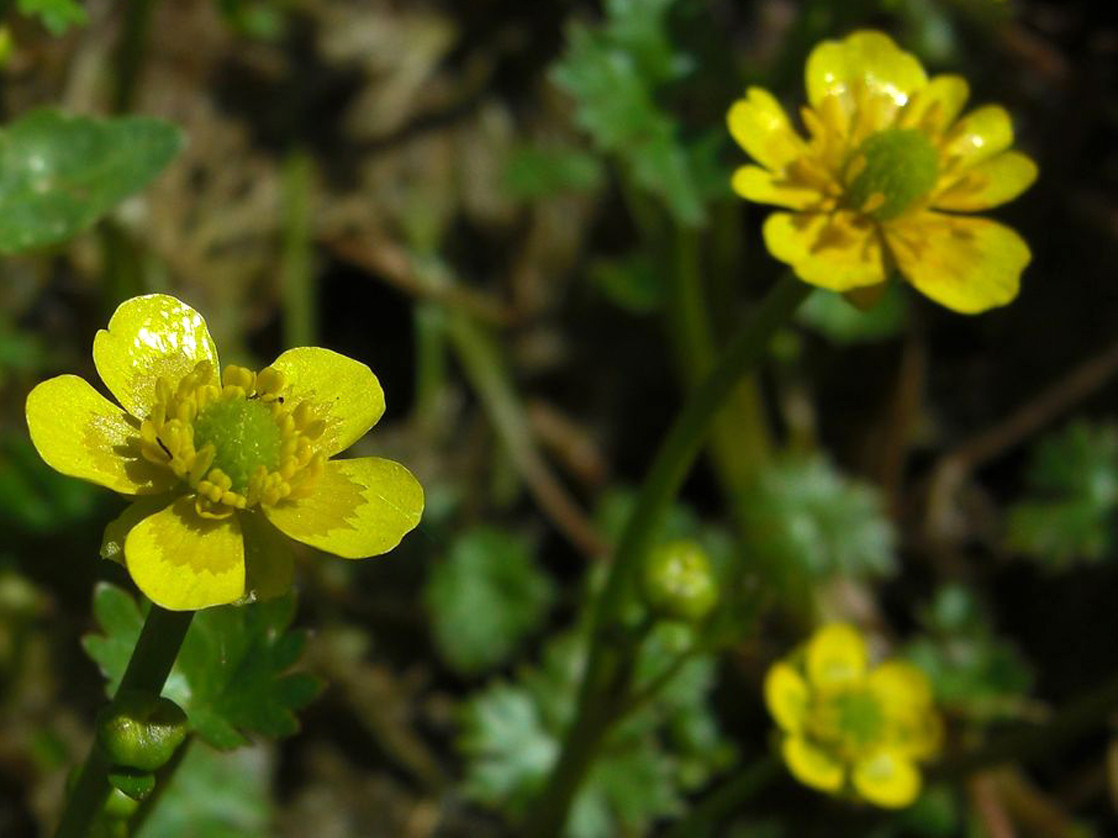
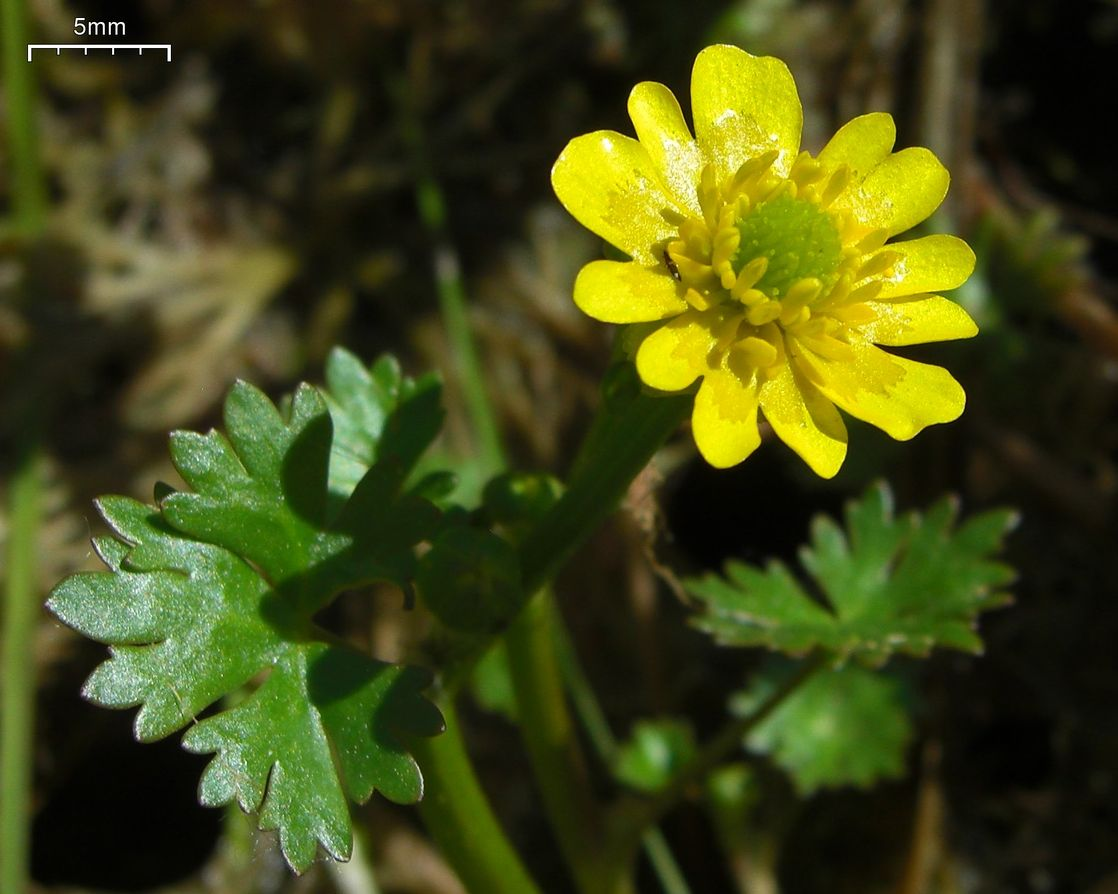